# Leonas Juozapaitis
Leonas Juozapaitis (ur. 18 listopada 1901 w Wilnie, zm. 13 sierpnia 1980 w Kownie) – litewski piłkarz i lekkoatleta, olimpijczyk. Jeden z pionierów sportu na Litwie.

## Życiorys
Do 1920 roku mieszkał w Wilnie, w którym uczył się w Gimnazjum im. Witolda Wielkiego. Po buncie Żeligowskiego przeniósł się do Kowna, w którym ukończył szkołę wojskową (1923). W 1931 roku był kapitanem i dowódcą kompanii. W latach 1940–1956 przebywał w radzieckich więzieniach i na emigracji.
Odznaczony Medalem Orderu Wielkiego Księcia Giedymina III klasy.

### Kariera sportowa
Od 1922 do 1926 roku był zawodnikiem klubu LFLS Kowno, z którym dwukrotnie zdobył mistrzostwo Litwy w piłce nożnej (1922, 1923). W latach 1927–1928 grał dla zespołu Kovas Kowno. 
W 1923 roku zagrał w pierwszym międzypaństwowym spotkaniu reprezentacji Litwy – był to przegrany mecz przeciwko Estonii (0–5). Otrzymał powołanie do reprezentacji narodowej na Letnie Igrzyska Olimpijskie 1924 (debiut Litwy na igrzyskach olimpijskich). Litwini rozegrali jeden mecz; w pojedynku 1/16 finału reprezentanci tego kraju przegrali z drużyną Szwajcarii 0–9 i odpadli z turnieju. Juozapaitis był jedynym członkiem olimpijskiej kadry, który był lewonożny. Wystąpił także w rozegranym dwa dni później spotkaniu towarzyskim przeciwko zespołowi egipskiemu (0–10). Ostatni mecz w kadrze zagrał w sierpniu 1924 roku (2–4 z Łotwą). W latach 1928–1935 sędziował mecze ligi litewskiej, a także spotkania międzynarodowe.
Oprócz piłki nożnej uprawiał także lekkoatletykę, w której był złotym medalistą mistrzostw kraju. W 1921 roku zdobył złoto w sztafecie 800+400+200+200 m i srebro w biegu na 1500 m. Rok później wygrał zawody w biegu na 5000 m i biegu na 10 000 m. Pięciokrotny rekordzista Litwy, w tym trzykrotny w konkurencjach indywidualnych i dwukrotny w sztafetach. W 1921 roku ustanowił rekordy w: biegu na 5000 m (18:30,0 – rekord do 1926 roku), sztafecie 400+300+200+100 m (2:18,0 – rekord do 1924 roku) i sztafecie 800+400+200+200 m (4:23,0 – rekord do 1922 roku). W 1922 roku został rekordzistą na dystansie 1000 m (3:02,1 – rekord do 1926 roku) i 10 000 m (42:01,5 – rekord do 1923 roku). W każdej z wymienionych konkurencji, powyższe wyniki były pierwszymi odnotowanymi rekordami Litwy. 
W 1922 roku, jako członek LFLS Kowno, zagrał w pierwszym oficjalnym meczu koszykarskim na Litwie.

## Statystyki

### Lekkoatletyka
Medale mistrzostw Litwy
| Rok  | Konkurencja                | Wynik   | Miejsce | Źródło      |
| ---- | -------------------------- | ------- | ------- | ----------- |
| 1921 | Sztafeta 800+400+200+200 m | 4:23,0  |         | [ 4 ] [ 7 ] |
| 1922 | Bieg na 5000 m             | 19:14,7 |         | [ 4 ] [ 7 ] |
| 1922 | Bieg na 10 000 m           | 42:01,5 |         | [ 4 ] [ 7 ] |
| 1921 | Bieg na 1500 m             | 5:09,5  |         | [ 4 ] [ 7 ] |

### Piłka nożna
| Mecze i gole w reprezentacji | Mecze i gole w reprezentacji | Mecze i gole w reprezentacji | Mecze i gole w reprezentacji | Mecze i gole w reprezentacji | Mecze i gole w reprezentacji | Mecze i gole w reprezentacji | Mecze i gole w reprezentacji     |
| Litwa                        | Litwa                        | Litwa                        | Litwa                        | Litwa                        | Litwa                        | Litwa                        | Litwa                            |
| Lp.                          | Data                         | Miejsce                      | Reprezentacja                | Przeciwnik                   | Wynik                        | Gol                          | Rozgrywki                        |
| ---------------------------- | ---------------------------- | ---------------------------- | ---------------------------- | ---------------------------- | ---------------------------- | ---------------------------- | -------------------------------- |
| 1.                           | 24.06.1923                   | Kowno                        | Litwa                        | Estonia                      | 0:5                          |                              | Mecz towarzyski                  |
| 2.                           | 25.05.1924                   | Paryż                        | Litwa                        | Szwajcaria                   | 0:9                          |                              | Letnie Igrzyska Olimpijskie 1924 |
| 3.                           | 27.05.1924                   | Paryż                        | Litwa                        | Królestwo Egiptu             | 0:10                         |                              | Mecz towarzyski                  |
| 4.                           | 16.08.1924                   | Kowno                        | Litwa                        | Łotwa                        | 2:4                          |                              | Mecz towarzyski                  |